# Rigobert Gruber
Rigobert Gruber (* 14. Mai 1961 in Worms) ist ein ehemaliger deutscher Fußballspieler.

## Karriere
Gruber stammte aus der Jugend von Blau-Weiß Worms, kam 1978 von dort nach Frankfurt und spielte ab der Saison 1979/80, als damals 18-Jähriger, für Eintracht Frankfurt in der Bundesliga. Im ersten Jahr kam er auf zwölf Bundesligaeinsätze und wurde auch einmal im UEFA-Wettbewerb am 28. November 1979 bei dem 4:1-Heimsieg gegen Feyenoord Rotterdam als Einwechselspieler eingesetzt. Gruber war siebenfacher Jugendnationalspieler. Er debütierte in der DFB-Jugend am 27. September 1977 beim Länderspiel gegen Finnland an der Seite der Mitspieler Bernd Dierßen, Bernd Gorski und Pierre Littbarski.
Nachdem er es bei der Eintracht 1980/81 nur zu neun weiteren Bundesligaeinsätzen gebracht hatte – im DFB-Pokal 1981 wurde er in den Spielen gegen den SSV Ulm und den VfB Oldenburg eingewechselt –, nahm der dreifache Juniorennationalspieler der Jahre 1979 und 1980 das Angebot des Bundesligarückkehrers Werder Bremen an und wechselte zur Runde 1981/82 zur Mannschaft von Trainer Otto Rehhagel.
Mit dem Bremer Aufsteiger belegte der Vorstopper 1982 den fünften Rang in der Bundesliga. An der Seite des Routiniers Klaus Fichtel absolvierte er alle 34 Ligaspiele und erzielte noch acht Tore. In seinem zweiten Jahr in Bremen, 1982/83, landeten die Grün-Weißen punktgleich mit Meister Hamburger SV auf dem zweiten Rang. In der dritten Werder-Saison, 1983/84, kam er an der Seite von Bruno Pezzey auf 27 Ligaspiele und Werder landete auf dem fünften Rang.
Unter Rehhagel gehörte der Abwehrspieler zum Stammpersonal und konnte durch konstant gute Leistungen sich auch in die Nähe der Nationalmannschaft spielen. Eine Berufung blieb ihm jedoch verwehrt. In der DFB-Mannschaft der U-21 kam Gruber von 1979 bis 1982 auf insgesamt sieben Länderspiele.
1984 zog sich Gruber eine schwere Knieverletzung zu. Sein letztes Bundesligaspiel absolvierte er am 27. April 1984 beim 3:0-Heimsieg gegen Arminia Bielefeld. Er versuchte bis 1986 vergeblich ein Comeback und musste einen Antrag auf Sportinvalidität stellen.
Insgesamt bestritt Gruber 110 Bundesligaspiele, in denen er 13 Tore erzielte.

## Erfolge
- 1980 UEFA-Cup Sieg mit Eintracht Frankfurt
- 1981 Deutscher Pokalsieger mit Eintracht Frankfurt
- 1982 Vize-Europameister mit der U21-Nationalmannschaft
- 1983 Deutscher Vizemeister mit Werder Bremen

## Sonstiges
2021 war Rigobert Gruber Teil der Filmdokumentation Schwarze Adler von Torsten Körner, die von Prime Video und dem ZDF produziert wurde.